# Agnes van Hessen
Agnes van Hessen (Marburg, 31 mei 1527 - Weimar, 4 november 1555) was de oudste dochter van landgraaf Filips I van Hessen en Christina van Saksen. Zij is de moeder van Anna van Saksen, de tweede vrouw van Willem van Oranje. 

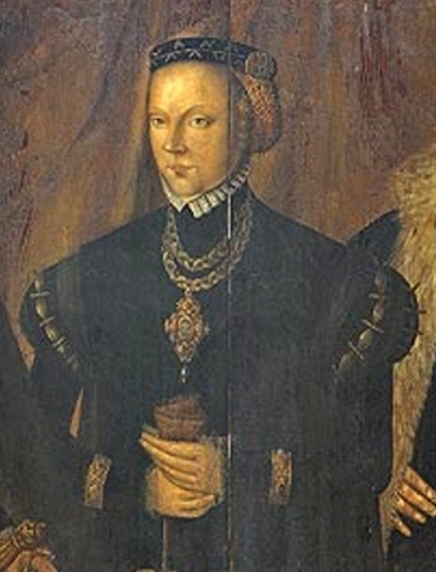
Agnes van Hessen

## Biografie
Zij trouwde op 11 januari 1541 op dertienjarige leeftijd met de latere keurvorst Maurits van Saksen (1521-1553) met wie ze twee kinderen kreeg: Anna, de tweede echtgenote van Willem van Oranje, en de jong gestorven zoon Albrecht (1545 - 1546).
Maurits van Saksen stierf in juli 1553 aan de gevolgen van verwondingen die hij een dag eerder in de Slag van Sievershausen had opgelopen. Agnes hertrouwde op 26 mei 1555 met hertog Johan Frederik II van Saksen (1529-1595). Haar gezondheid was toen al slecht en een half jaar later overleed ze.
1. ↑  Deen, Femke (2018) Anna van Saksen. Verstoten bruid van Willem van Oranje